# Laodicea undulata
Laodicea undulata is een hydroïdpoliep uit de familie Laodiceidae. De poliep komt uit het geslacht Laodicea. Laodicea undulata werd in 1853 voor het eerst wetenschappelijk beschreven door Forbes & Goodsir. 